# Hyacinthe Yvia Croce
Hyacinthe Yvia Croce fou el nom artístic de Jean-Pierre Croce (Muro (Còrsega), 1893 - Ajaccio, 1981) fou un periodista, historiador i escriptor cors. Va lluitar en l'exèrcit francès a la Primera Guerra Mundial. Quan tornà es va fer amic de Petru Rocca, col·laborà a la revista A Muvra i milità al Partit Cors d'Acció. Fou redactor també de La Nouvelle Corse (1931-1935) i La Dépêche Corse (1935-1943), així com membre de l'associació La Pensée Corse. Després de la Segona Guerra Mundial fou acusat per les autoritats franceses de col·laboracionisme amb els ocupants italians i el 1946 fou condemnat a 5 anys de presó. Tot i que en francès, ha publicat el principal recull sobre literatura corsa.

## Obres
- Rimes de guerre (1915)
- Anthologie des Ecrivains corses (1919, 1929, 1931 i 1987)
- Panorama de la presse corse (1762-1852) (1966)
- Grammaire corse (1972)
- Vingt années de Corsisme, 1920-1939 (1979)
- Quarante ans de gloire et de misère. La Révolution corse (1996)